# Edouard Suenson
 Der er flere personer med dette navn, se Edouard Suenson (flertydig).
Edouard Suenson (13. april 1805 i København – 16. maj 1887) var en dansk søofficer og viceadmiral, der især er kendt for sin indsats i Treårskrigen og 2. slesvigske krig. Han er begravet på Holmens Kirkegård.
Suenson var søn af kaptajn Jean Isaac Suenson og hustru Anna Susanne, født Lütken. Han blev gift 11. september 1837 med Ottilia Uldall.
1817 blev han kadet, 14. september 1823 sekondløjtnant, 29. maj 1831 premierløjtnant, 13. februar 1841 kaptajnløjtnant, 26. februar 1850 kaptajn, 24. september 1855 kommandørkaptajn, 24. marts 1858 orlogskaptajn (kommandør), 29. december 1866 kontreadmiral og 5. august 1880 slutteligt viceadmiral.
Den 28. juni 1842 blev Suenson Ridder af Dannebrog, 22. december 1850 fik han Dannebrogsmændenes Hæderstegn, 27. april 1863 blev han Kommandør af Dannebrogordenen og 15. maj 1864 fik han Storkors af Dannebrogordenen.
Edouard Suenson havde en søn af samme navn: Edouard Suenson (1842-1921).
9. maj 1889 afsløredes et monument for Edouard Suenson i Nyboder, skabt af Th. Stein.